# Terry O'Connor (homme politique canadien)
Pour les articles homonymes, voir Terry O'Connor.
Terrance Patrick O'Connor (né le 24 mars 1940) est un homme politique provincial et fédéral, ainsi qu'un juge canadien de l'Ontario.

## Biographie
Né à Toronto en Ontario, Terry O'Connor obtient un Bachelor of Laws de l'Université Western Ontario et est nommé au barreau en 1966. Il servit d'assistant à Allan Lawrence, procureur général de l'Ontario (en). En 1993, O'Connor est nommé juge à la Cour supérieure de justice de l'Ontario. Il devient aussi juge suppléant à la Cour suprême des Territoires du Nord-Ouest (en) et à la Cour de justice du Nunavut (en).

### Carrière politique

#### Politique fédérale
Élu député de Halton pour le parti progressiste-conservateur en 1972, il est défait par le libéral Frank Philbrook (en) en 1974.

#### Politique provinciale
En 1985, il est élu député progressiste-conservateur de la circonscription d'Oakvile. Doug Carrothers (en) du parti libéral le défait en 1987.